# Международный аэропорт Ханнан
Международный аэропорт Ниуэ (IATA: IUE, ICAO: NIUE), также известный как Международный аэропорт Ханан, — международный аэропорт, обслуживающий островное государство Ниуэ. Он расположен недалеко от города Алофи и используется только компанией Air New Zealand, которая выполняет рейсы в Окленд и обратно два раза в неделю, вылетая из Окленда по вторникам и субботам и из Ниуэ по понедельникам и пятницам.
Планы по строительству аэродрома на Ниуэ были впервые предложены в 1947 году, но не были реализованы. В 1964 году Ассамблея Ниуэ обратилась к правительству Новой Зеландии с просьбой построить аэропорт, и было проведено исследование местности. Изначально планировалось построить аэродром для экстренных случаев, но после исследования планы были расширены до полноценного аэродрома, способного принимать турбовинтовые авиалайнеры. Строительство осуществлялось силами новозеландской армии. Строительство началось в 1968 году, сотрудники Министерства труда Новой Зеландии контролировали работу ниуэанских рабочих из Департамента общественных работ. Финансирование было предоставлено правительством Новой Зеландии. Изначально в аэропорту была взлётно-посадочная полоса длиной 1640 метров.
Аэропорт принял свой первый рейс в декабре 1970 года, а первых коммерческих пассажиров - в июле 1971 года. Он был официально открыт в ноябре 1971 года. Первоначально его обслуживали самолеты Polynesian Airlines Hawker Siddeley HS 748s и Fokker F.27 Friendship с Фиджи, но прямых рейсов из Новой Зеландии не было. Взлётно-посадочная полоса была модернизирована в 1981 году, и в том же году начались прямые рейсы в Окленд на Boeing 737. С 1990 по 1992 год она служила базой ныне несуществующей авиакомпании Niue.
Аэропорт назван в честь Ральфа Ханана, который ранее был министром по делам островов в Новой Зеландии.